# Лабораторная улица (Москва)
Лаборато́рная у́лица — улица в районе Соколиная Гора Восточного административного округа города Москвы. Проходит от шоссе Энтузиастов до проектируемого проезда № 2097.

## Название
Проекти́руемый прое́зд № 2095 получил современное название 31 января 2023 года в связи с нахождением вблизи с располагавшимися здесь в XIX веке казармами Лабораторной роты. Наименование было выбрано путём голосования на сайте «Активный гражданин» осенью 2022 года: альтернативой победившему варианту был Интенда́нтская у́лица — в память о находившейся здесь Гофинтенданской роще.

## Описание
Улица начинается от шоссе Энтузиастов недалеко от его Дангауэровского путепровода и вблизи примыкания проезда Энтузиастов и проходит на северо-восток. Заканчивается на пересечении с проектируемым проездом № 2097, упираясь в железнодорожные пути парка Перово IV станции Перово Казанского и Рязанского направлений Московской железной дороги.

## Учреждения
Поблизости находятся Московский эндокринный завод — предприятие, производящее лекарственные средства и препараты, и Государственный научно-исследовательский институт органической химии и технологии — учреждение, в разные периоды времени занимавшееся созданием, а затем и уничтожением химического оружия и разработкой химических технологий для применения в хозяйстве.

## Общественный транспорт

### Внеуличный транспортф

#### Станцииметро
- Авиамоторная
- Авиамоторная

#### Железнодорожные станции и платформы
- Авиамоторная

### Наземный транспорт

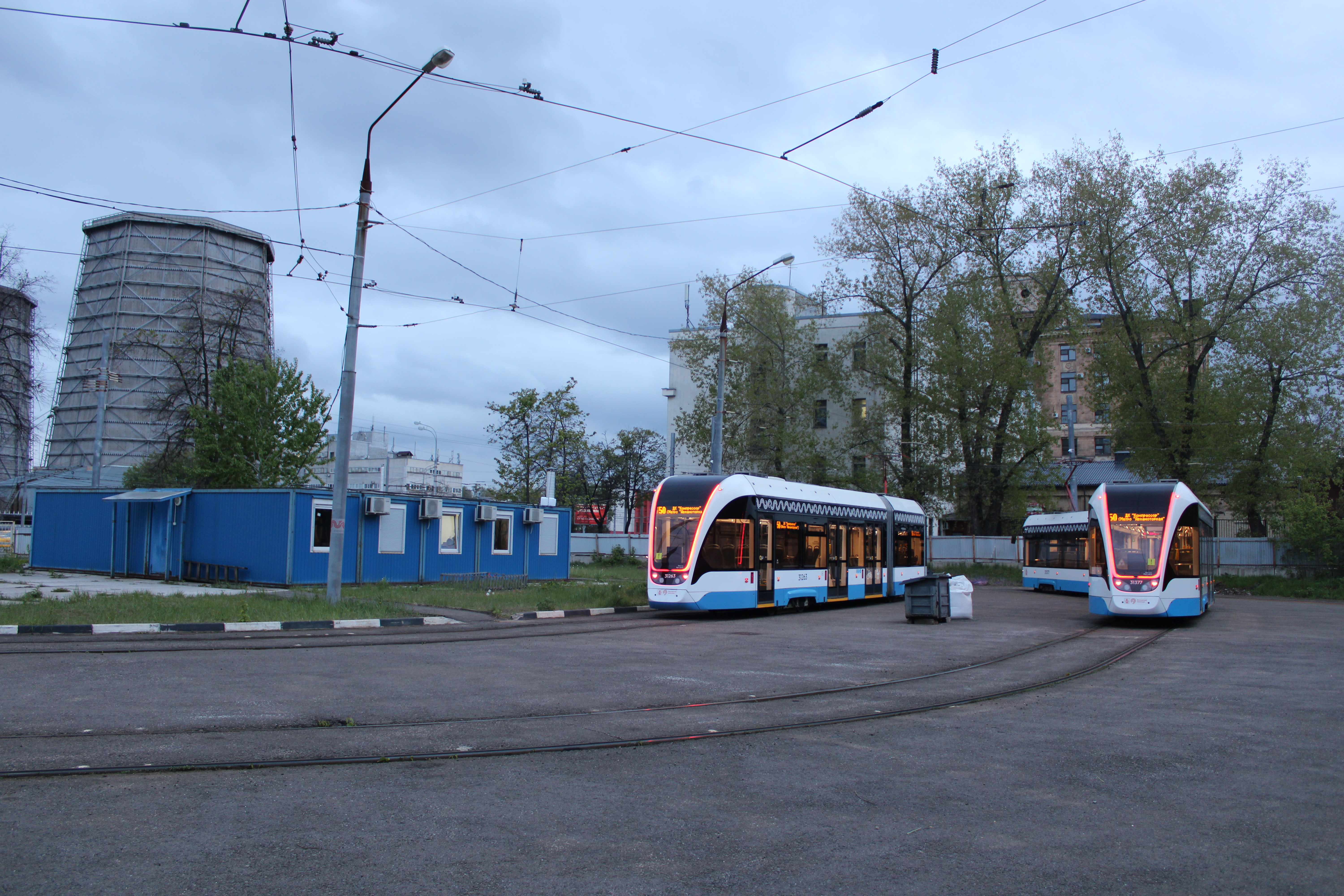
Конечная остановка «Дом культуры „Компрессор“» на фоне градирен ТЭЦ-11

Непосредственно по улице не проходят маршруты общественного транспорта. Вблизи на шоссе Энтузиастов расположена остановка «Дом культуры „Компрессор“» со следующими маршрутами.

#### Трамваи
- 12: Станция «МЦК Дубровка» ещё не внесена в шаблон! Добавьте её, либо оформите вручную при помощи других параметров. — Дом культуры «Компрессор» —  Семёновская —  Партизанская — 16-я Парковая улица
- 37: Каланчёвская улица —  Комсомольская —  Красносельская —  Бауманская —  Авиамоторная — Дом культуры «Компрессор» —  Шоссе Энтузиастов —  Новогиреево — Новогиреево
- 50:  Менделеевская —  Проспект Мира —  Комсомольская —  Красносельская —  Бауманская —  Авиамоторная — Дом культуры «Компрессор»

#### Автобусы
- т30:  Авиамоторная — Дом культуры «Компрессор» — Платформа Новогиреево —  Выхино
- 125: Красноказарменная площадь —  Площадь Ильича —  Москва-Товарная —  Авиамоторная — Дом культуры «Компрессор» —  Шоссе Энтузиастов — Улица Молостовых
- н4:  Китай-город —  Площадь Ильича —  Москва-Товарная —  Авиамоторная — Дом культуры «Компрессор» —  Шоссе Энтузиастов —  Перово —  Новогиреево — Платформа Новогиреево —  Новокосино — Новокосино

#### Электробусы
- т53: Таганская площадь —  Таганская —  Площадь Ильича —  Москва-Товарная —  Авиамоторная — Дом культуры «Компрессор» —  Шоссе Энтузиастов — Платформа Новогиреево